# Odón de Buen (vaixell)
L’Odón de Buen és un vaixell oceanogràfic pertanyent al Consell Superior d’Investigacions Científiques (CSIC). Amb 84,3 metres d’eslora, és el vaixell oceanogràfic més gran i avançat d’Espanya. Fou avarat al port de Vigo el 5 de juliol de 2023 i va entrar en funcionament a finals de 2024, amb base operativa al port de Cadis.
Construït per Astilleros Armón Vigo i finançat amb 85 milions d’euros (80% procedents del Fons Europeu de Desenvolupament Regional i 20% del MICIU), el vaixell destaca pel seu disseny innovador, tecnologia d’avantguarda i solucions tècniques multidisciplinàries. Té capacitat per a 58 persones (39 científics), propulsió híbrida elèctrica alimentada amb dièsel i gas, i pot operar a tots els oceans, incloses les regions polars. Està equipat per a estudis de biodiversitat marina, monitoratge del canvi climàtic, operacions de pesca profunda, cartografia submarina amb sondes batimètriques multifeix i treball amb vehicles submarins remots (ROV i AUV) fins a 6.000 metres de profunditat.
Rep el nom del naturalista aragonès Odón de Buen y del Cos (1863-1945), fundador de l’IEO i pioner de l’oceanografia a Espanya.